# Palacio de Rohan
El palacio de Rohan (en francés: château des Rohan; en alemán: Rohan-Schloss), también conocido como Château Neuf, es un palacio francés del siglo XVIII erigido en el centro de la pequeña ciudad alsaciana de Saverne, Bas-Rhin. Fue una de las residencias de los arzobispos de Estrasburgo, gobernantes del principado-obispado de Estrasburgo, que fue un principado eclesiástico del Sacro Imperio desde el siglo XIII hasta 1803. Una serie de miembros de la Casa de Rohan residieron en él en el siglo XVIII. Construido en estilo neoclásico por el arquitecto Salins de Montfort, su fachada de 140 m en piedra arenisca roja es considerada uno de los ejemplos más destacados de ese tipo de arquitectura en la región. La decoración interior nunca fue terminada debido a que los trabajos fueron interrumpidos en 1790 por la Revolución francesa. Hoy alberga los museos municipales.
El palacio fue objeto de varias clasificaciones como monumento histórico: en febrero de 1933, en noviembre de 1934 y en noviembre de 1995.

## Historia

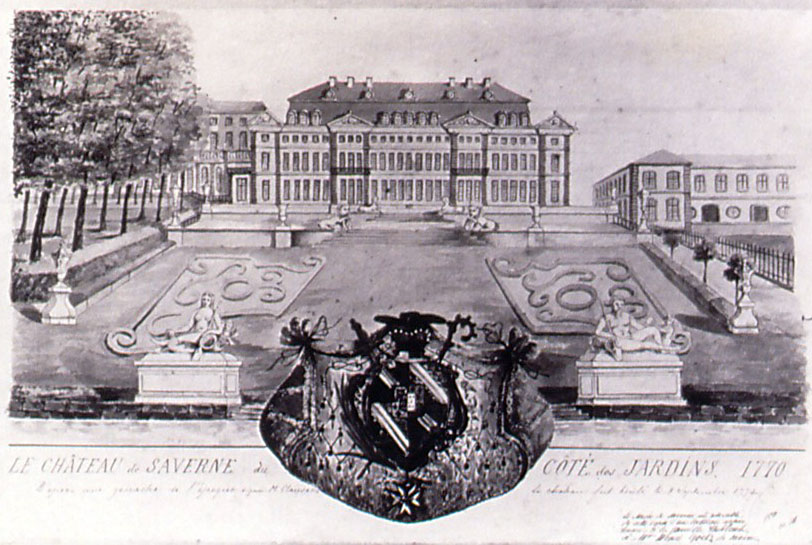
Jardines del palacio hacia 1770

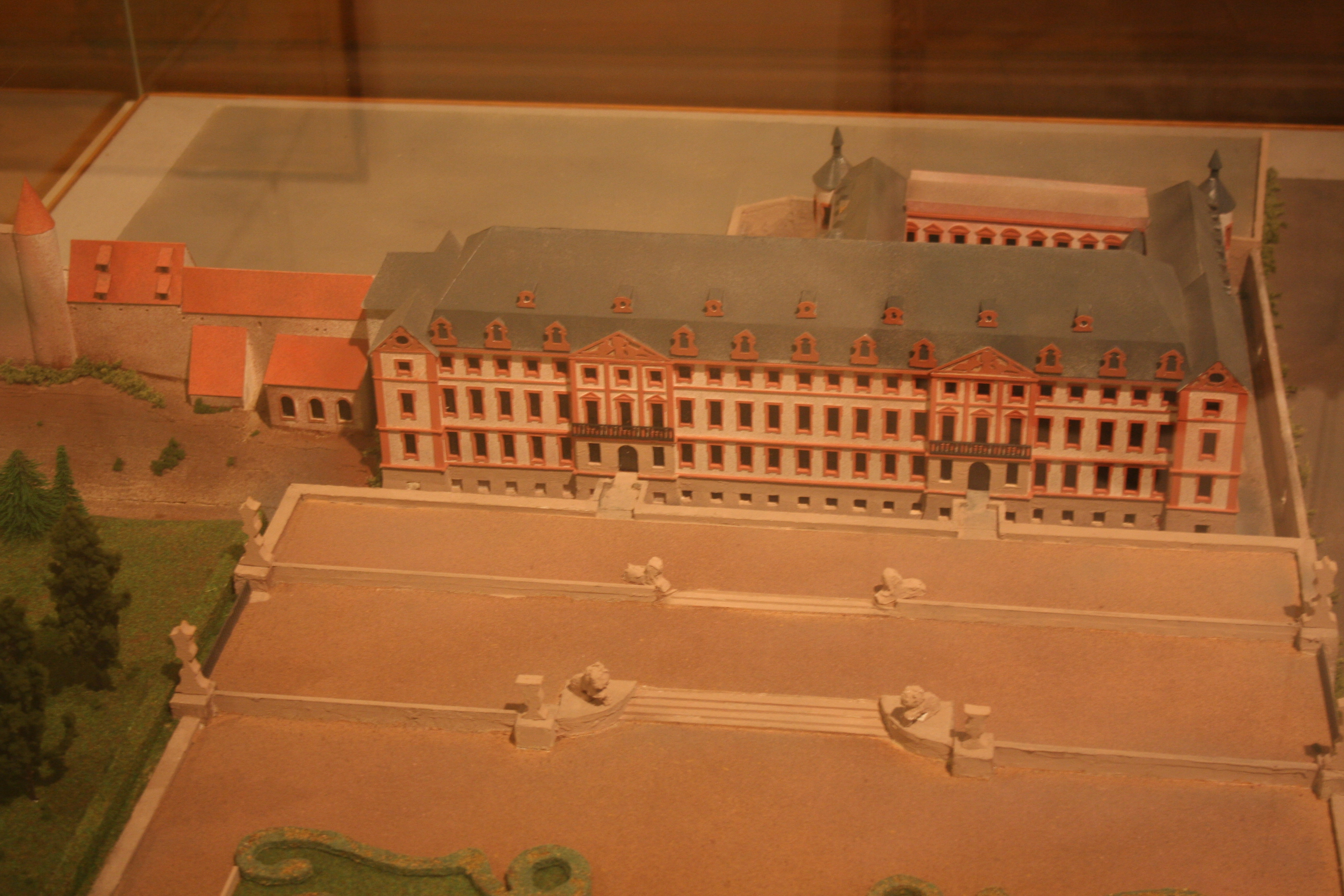
El palacio antes del incendio de 1779

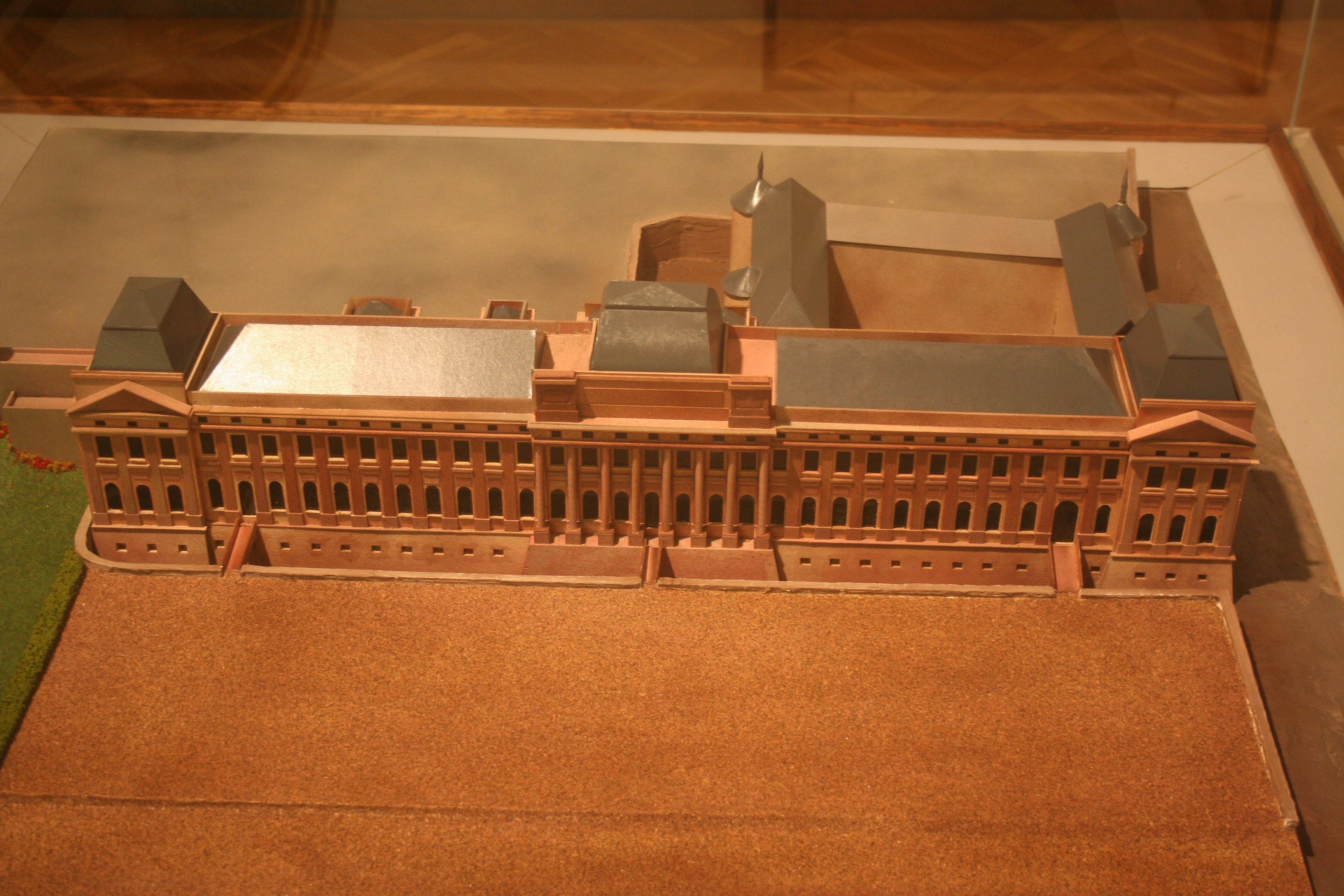
El palacio a finales del siglo XVIII

El castillo actual se construyó en el emplazamiento de otro castillo destruido por un incendio el 24 de septiembre de 1779. Ese edificio anterior había sustituido al pequeño Château Vieux (Castillo Viejo) de 1417, que todavía se conserva hoy. El edificio había sido originalmente un castillo medieval, transformado en residencia, modificado de 1668 a 1670 y en el que el arquitecto real Robert de Cotte, en 1719-1720, hizo importantes modificaciones y diseñó el nuevo jardín. Ese edificio vio dos de los tres matrimonios de Charles de Rohan, Príncipe de Soubise; primero en 1741 con Ana Teresa de Saboya y en segundo lugar a Ana Victoria de Hesse-Rotenburg en 1745.
Tras el incendio de 1779, el entonces dueño del palacio, el cardenal Luis René Eduardo Rohan, decidió reconstruirlo haciendo un palacio más suntuoso que el anterior. El cardenal ya disfrutaba de una magnífica residencia, el palacio Rohan de Estrasburgo, así como en el menos señorial castillo Rohan de Mutzig. 
El arquitecto elegido fue Nicolas-Alexandre Salins, que emprendió la reconstrucción entre 1780 y 1790  y no pudo culminar el palacio por el estallido de la Revolución francesa cuando solo estaba completado el exterior. (En ese momento el arquitecto participó activamente en la contrarrevolución y después se instaló en Fráncfort-sur-le-Main en 1797). Para amueblar el castillo, Louis René había reunido una vasta y costosa colección de porcelana Qing y de lacas. Las piezas supervivientes de esta colección se muestran de forma destacada en los apartamentos del palacio de Estrasburgo. El cardenal no pudo disfrutar del palacio, viéndose primero envuelto en el asunto del collar con la reina María Antonieta, lo que le obligó a exiliarse entre 1786 y 1788, y luego por los sucesos de la Revolución francesa, que supusieron la incautación de todos los bienes eclesiásticos. Cuando el gobierno clerical fue abolido, el edificio perdió tanto a su dueño como su función.
Abandonado el proyecto hasta el Segundo Imperio, el palacio debe su conservación a Napoleón III, que lo hizo acabar y ampliar en dirección a la ciudad para alojar a las viudas de los altos oficiales muertos en el cumplimiento del deber. Ya en 1853, el parque fue irrevocablemente cortado y destruido por el canal Marne-Rin. Desde 1858, el palacio alberga un museo de la ciudad (historia, artes decorativas, un gran departamento arqueológico), al que se unieron muestras artísticas y la colección etnográfica de la política Louise Weiss en el siglo XX.
Después de la guerra franco-prusiana, fue transformado en 1871 en cuartel militar alemán y, en 1918, en cuartel francés. En 1952, el edificio se convirtió en una institución municipal cultural. Hoy, una de sus alas se usa como albergue juvenil, y otra alberga el Espace Rohan, un teatro de 500 asientos y sala de conciertos de Saverne.

### El parque del palacio

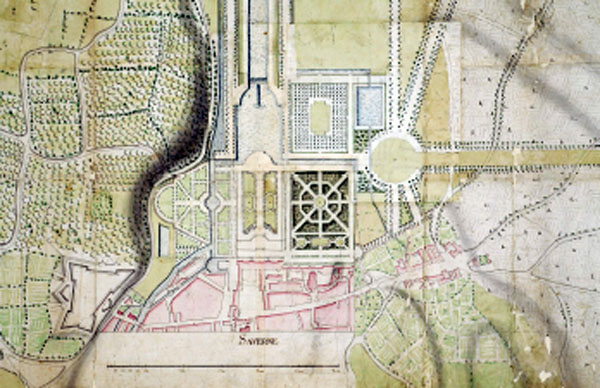
Planta del parque del palacio

Diseñado por Robert de Cotte  en los acondicionamientos de 1723, los jardines incluyen un dispositivo de dos vastas terrazas descendiendo hasta el parterre de bordado, el mismo prolongándose por el gran estanque acondicionado con una corona, primera pieza de agua del canal. Estatuas y jarrones adornan estos diferentes espacios. A uno y otro lado estaban el huerto, las arboledas, los cuadrados de césped y el jardín agreste. 
El canal, trazado en línea recta hacia el este, se extendía hasta perderse de vista con una longitud total de cuatro kilómetros. El gran estanque que creó medía 130 m de ancho por 220 m de longitud. El canal en sí tenía 60 m de ancho. Estaba interrumpido después de dos kilómetros y medio por una gran estanque circular de 260 m de diámetro. Hoy día ese estanque se ha aprovechado como parte del canal Marne-Rin, bordeando el castillo por dos de sus lados, el noroeste (el gran estanque) y el noreste.

## Actualmente
Actualmente, el castillo de los Rohan alberga toda una serie de instituciones municipales: 
- El museo de arte y de historia.  Después de los de Estrasburgo y Colmar, es el museo municipal más antiguo de Alsacia. Alberga ricas colecciones arqueológicas e históricas y la donación  Louise Weiss.
- El Espacio Rohan.[4] - Relais Culturel de Saverne, que acoge todo el año un programa variado en su auditorio con 500 plazas.
- La escuela primaria del centro.[5]
- Un albergue juvenil.[6]
- La estación de policía municipal.
- Le Club Vosgien.
- Una serie de salones y salas dedicadas a reuniones y conferencias.

## Galería de imágenes

Vistas de la fachada a la ciudad
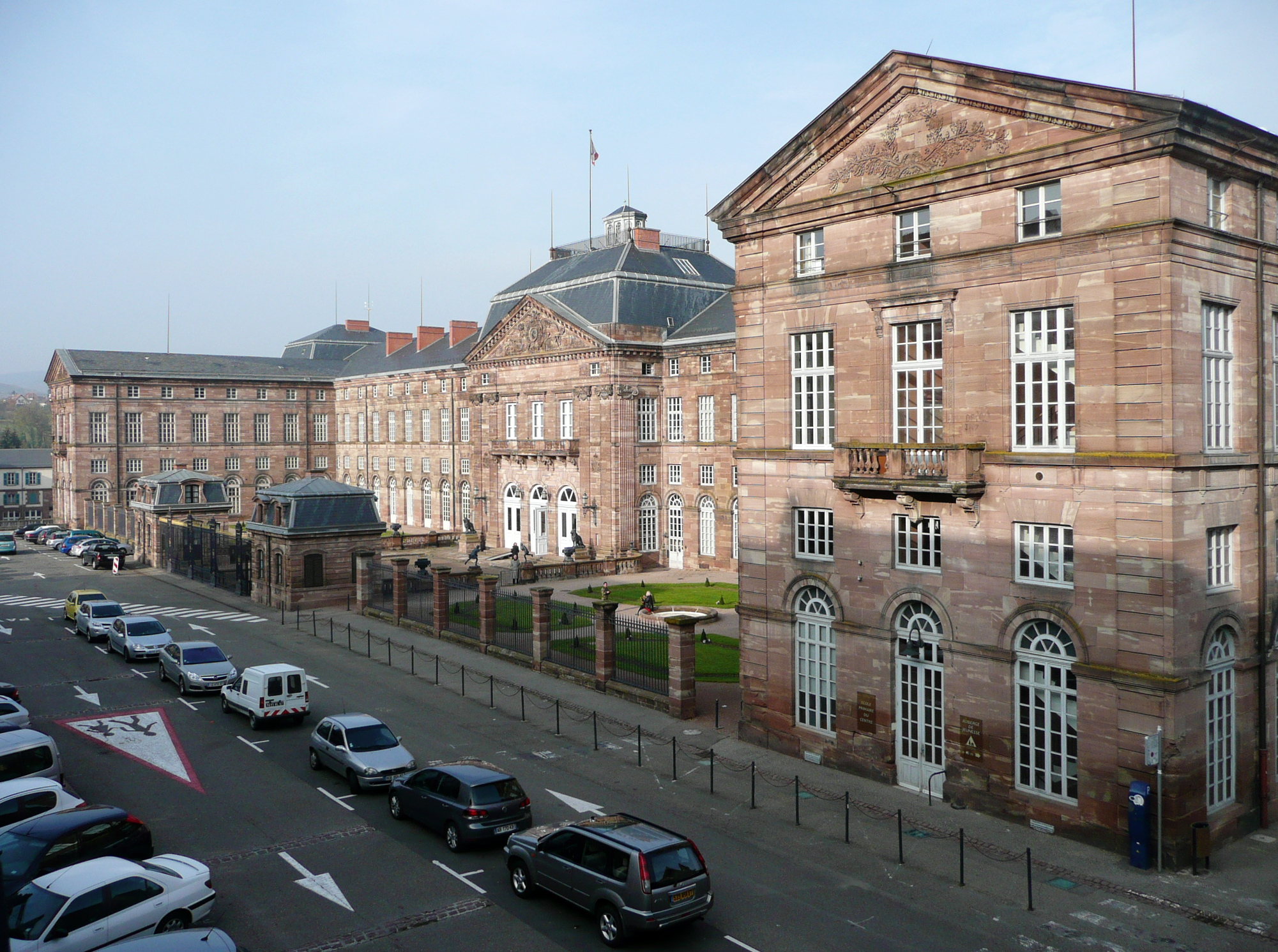
El castillo del lado de ciudad
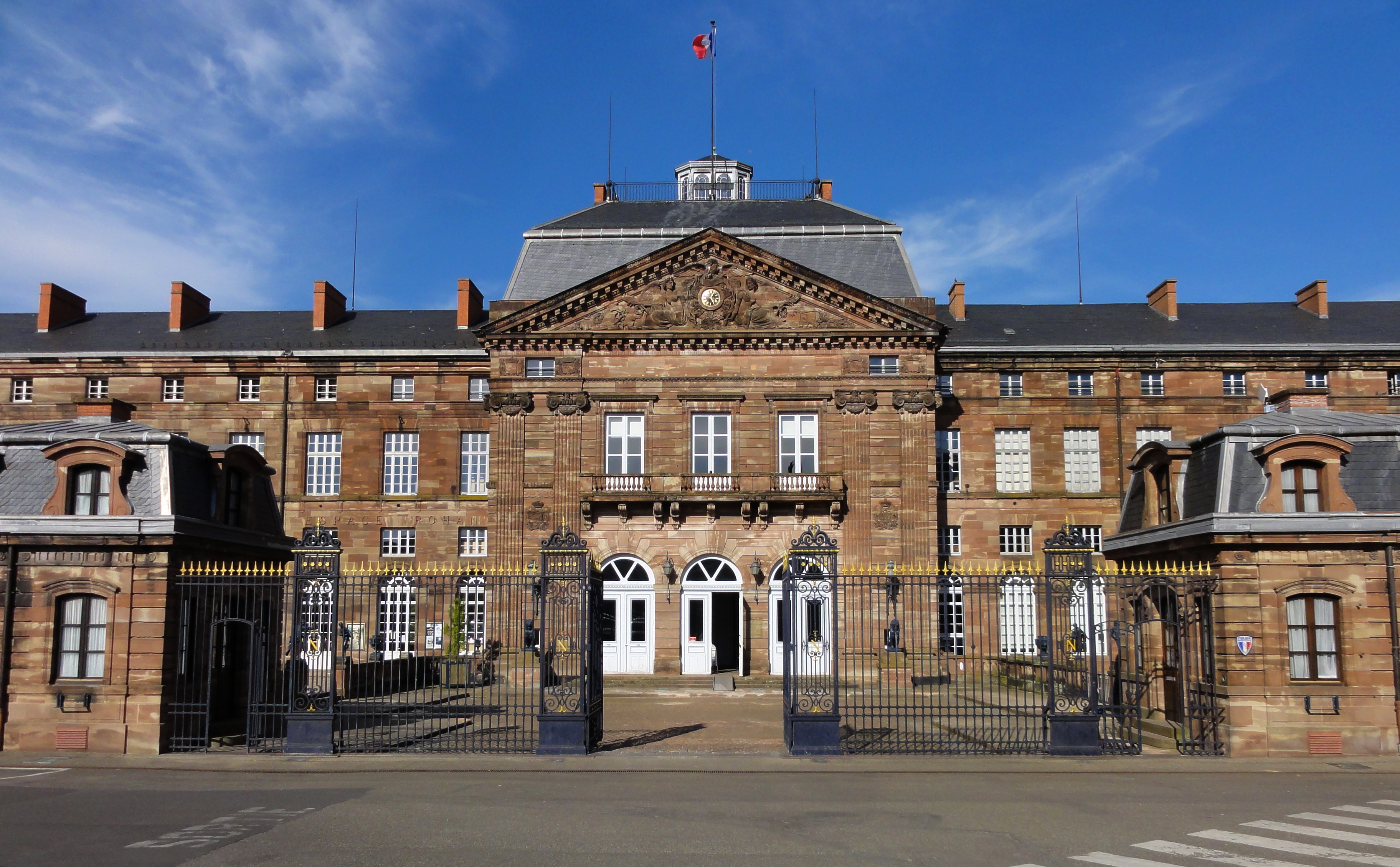
Fachada principal del lado de ciudad
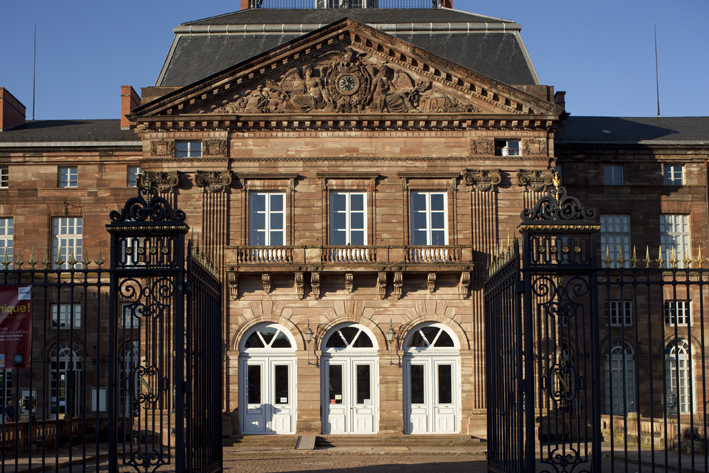
Detalle del cuerpo central
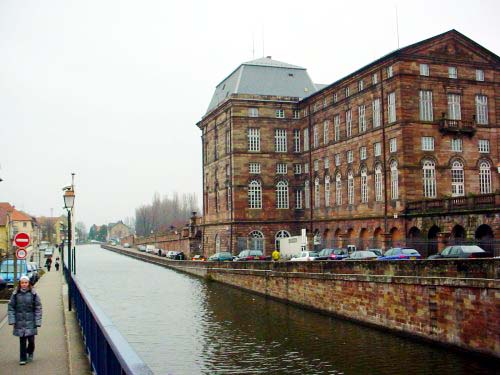
Lateral del castillo con el canal Marne-Rin
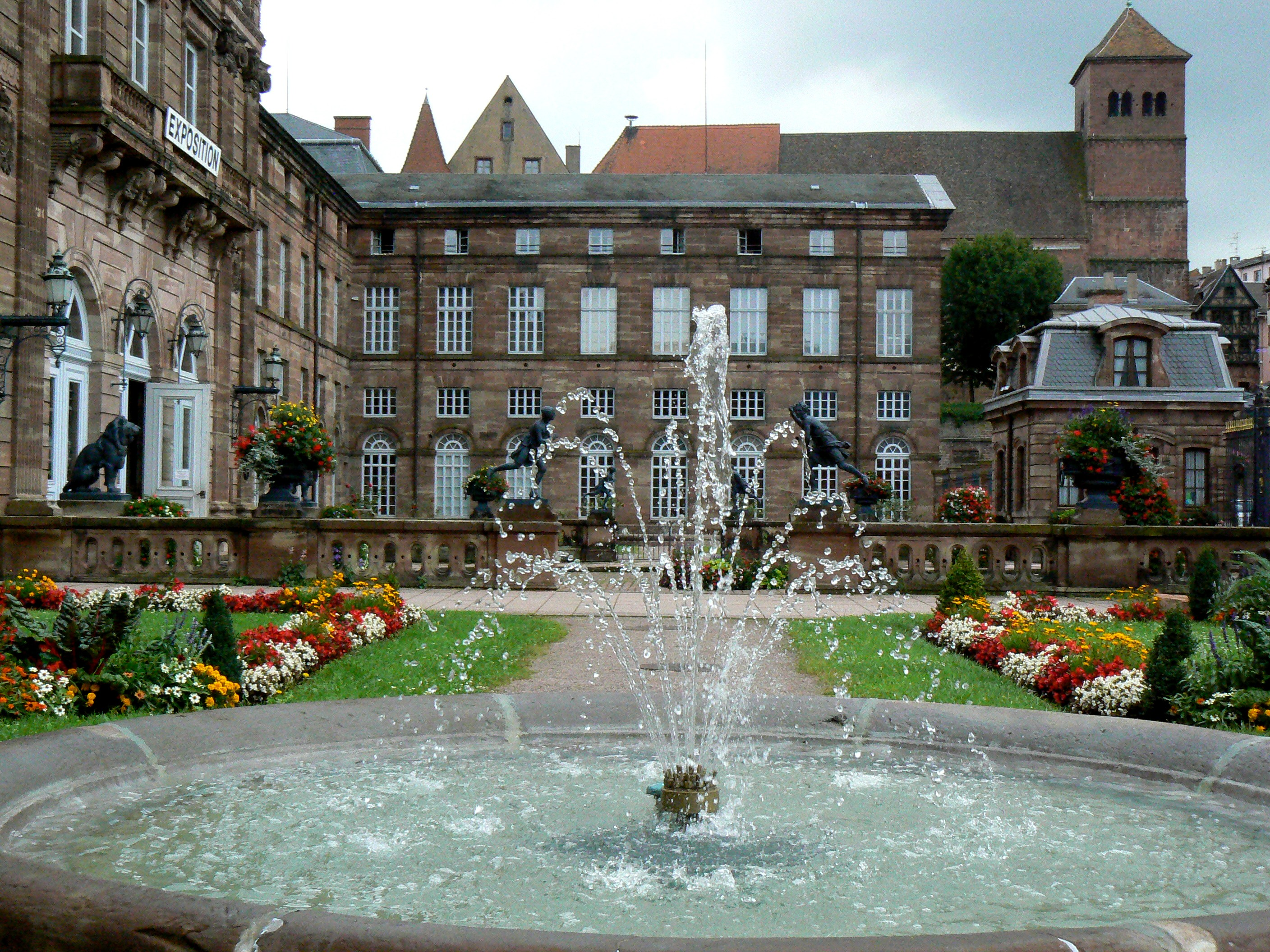
Jardines en el patio de honor, tras la reja

Vistas de la fachada al jardín del palacio
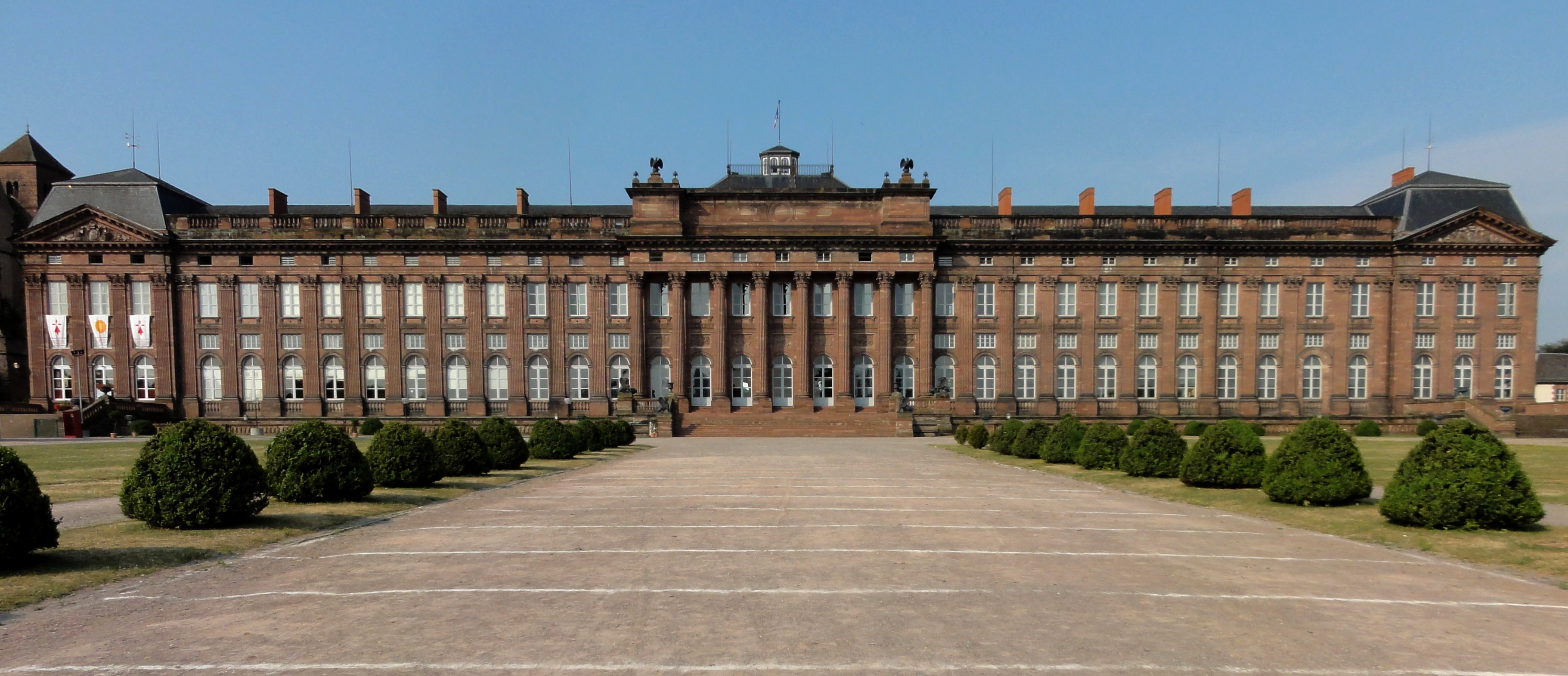
El palacio visto del lado de los jardines
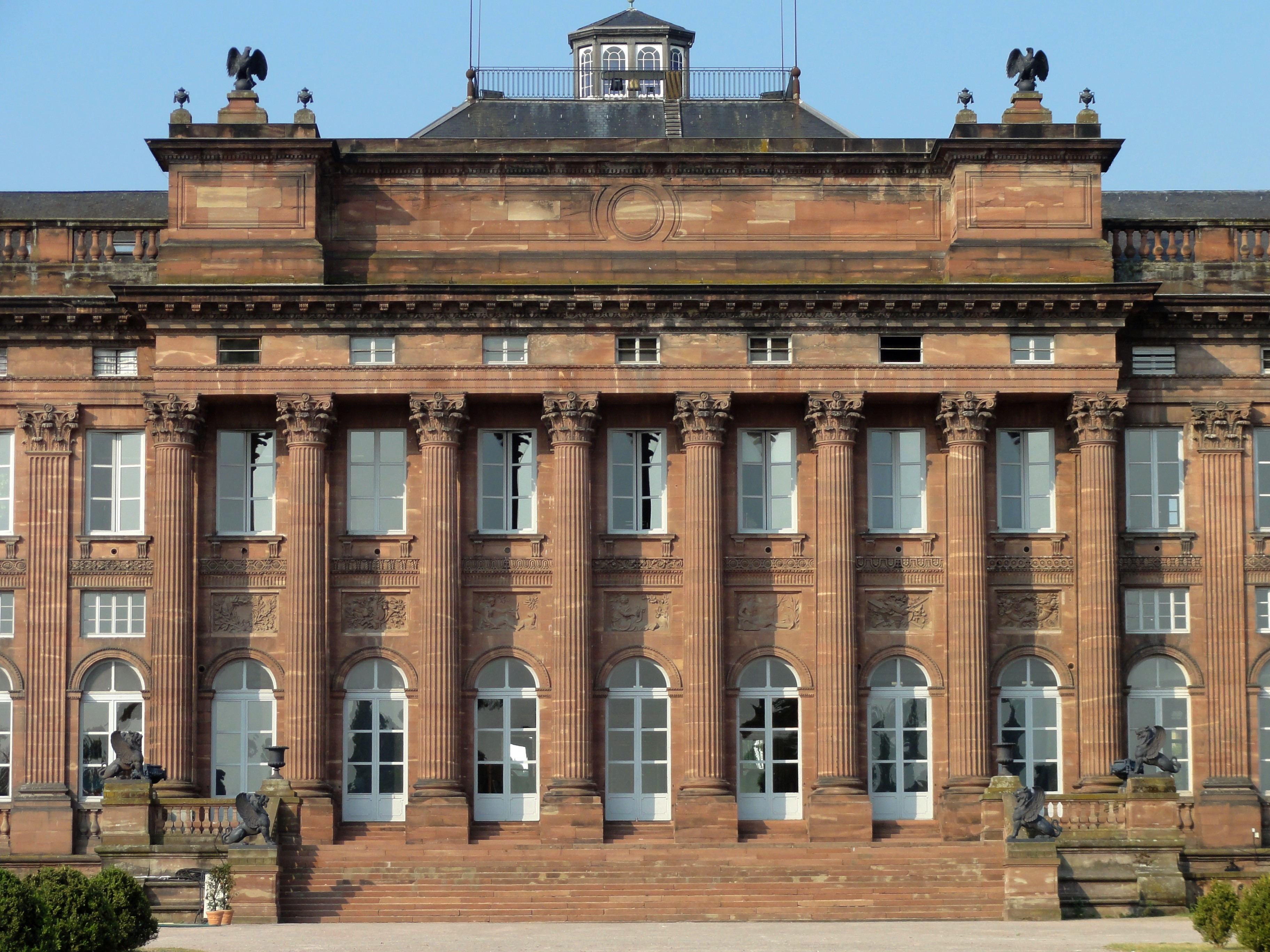
El palacio visto del lado de los jardines
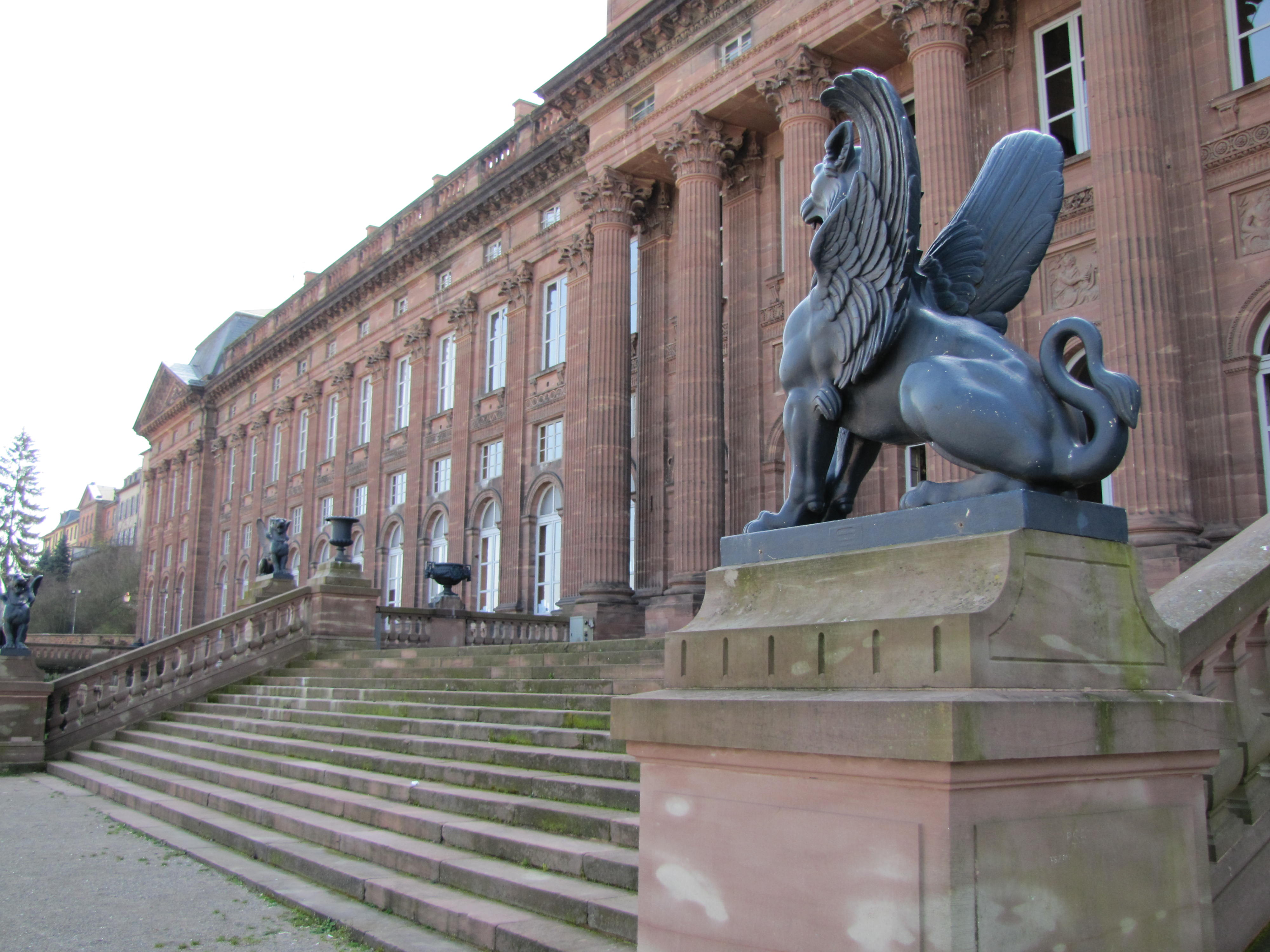
El palacio visto del lado de los jardines